# Горное (озеро, Тайшетский район)
Горное — озеро в России, находится в Тайшетском районе Иркутской области. Площадь поверхности озера — 0,19 км². Площадь водосборного бассейна — 15 км².
Расположено в правобережье реки Бирюса на высоте 379 (по другим данным — 372) метров над уровнем моря напротив посёлка Тракт-Ужет. Окружено осиново-берёзовым лесом. Через озеро протекает небольшая река — правый приток Бирюсы.
Код озера в государственном водном реестре — 16010200211116200003508.